# Cazals (Tarn-et-Garonne)
Cazals (okzitanisch: Casals) ist eine französische Gemeinde mit 240 Einwohnern (Stand: 1. Januar 2022) im Département Tarn-et-Garonne in der Region Okzitanien (vor 2016: Midi-Pyrénées). Cazals gehört zum Arrondissement Montauban und zum Kanton Quercy-Rouergue. Die Einwohner werden Cazalais genannt.

## Geographie
Cazals liegt etwa 32 Kilometer ostnordöstlich vom Stadtzentrum von Montauban. Der Aveyron begrenzt die Gemeinde im Osten. Umgeben wird Cazals von den Nachbargemeinden Saint-Antonin-Noble-Val im Norden und Osten, Penne im Süden sowie Montricoux im Westen und Südwesten.

## Bevölkerung
| Jahr      | 1962 | 1968 | 1975 | 1982 | 1990 | 1999 | 2006 | 2018 |
| --------- | ---- | ---- | ---- | ---- | ---- | ---- | ---- | ---- |
| Einwohner | 149  | 153  | 138  | 176  | 181  | 159  | 184  | 229  |

## Sehenswürdigkeiten
- Kirche Saint-Jean-Baptiste
- Dolmen